# 大田桜子
大田 桜子（おおた さくらこ）は、日本の作曲家、編曲家。

## 略歴
神奈川県出身。東京藝術大学音楽学部作曲科、同大学院音楽研究科作曲専攻卒業。
尚美学園大学音楽表現学科非常勤講師を経て、2025年現在は、フェリス女学院大学音楽学部音楽芸術学科准教授及び、鎌倉女子大学児童学研究科教授を務める。

## 作品
混声合唱
- 空 〜ぼくらの第2章〜（作詞 深田じゅんこ）
- 響け絆の歌〜合唱コンクールに捧げる〜（作詞 渡瀬昌治）
- 海より深い愛（作詞 渡瀬昌治）
- 心の声（作詞 渡瀬昌治）
- 卒業讃歌（作詞 渡瀬昌治）
- 地球誕生（作詞 渡瀬昌治）
- 眩しく光る歌（作詞 渡瀬昌治）
- 未来を信じて（作詞 渡瀬昌治）
- ひとつになりたい（作詞 青島江里）
- 君のあした（作詞 石原一輝）
- さくらの季節（作詞 石原一輝）
- たったひとつ（作詞 石原一輝）
- その手をください（作詞 大田倭子）
- 風のリレー（作詞 小野浩）
- 思い出を映して（作詞 金沢智恵子）
- 風の跡（作詞 星野富弘）
- 風よあなたは（作詞 山村もも）
- この空の青さよ（作詞 山本瓔子）
- しあわせがあつまるように（作詞 山本瓔子）
- 花咲く時をこえて（作詞 山本瓔子）

混声合唱組曲『炎への讃歌』（作詞 山本瓔子）
- オーロラの炎
- あなたに逢えてよかった
- 火焰太鼓
- 一億の蝶
- 一粒のいのちの流れは

混声合唱組曲『みんなを好きに』（作詞 金子みすゞ）
- 星とたんぽぽ
- 不思議
- 足ぶみ
- こだまでしょうか
- みんなを好きに

混声合唱組曲『私がいちばん大切にしたいもの』（作詞 星野富弘）
- 悲しみの意味
- もっと怒れと
- 庭にセレブがやって来た
- 逢いたい
- 私がいちばん大切にしたいもの

混声合唱組曲『母の手』（作詞 星野富弘）
- たんぽぽ
- いのち（日日草・おだまき）
- いわし
- 母の手（ばら・きく・なずな）
- 木のように（老木）

混声合唱とピアノのための『歌はどこから』（作詞 みなづきみのり）
- あなたの歌う歌
- 鯨は歌う
- 歌はどこから
- あなたに歌う歌

混声合唱組曲『シルクロードの詩』（作詞 大田倭子）
- 薔薇になった娘
- チャルバグ（果樹園）
- ペシク・ジュル（子守歌）
- サラマケ

混声合唱組曲『アジアの五つのスケッチ』（作詞 大田倭子）
- 羊のいる風景
- 口琴
- 母の祈り
- 小さな恋歌
- メコン川よ

同声合唱
- この☆（ほし）のゆくえ（作詞 森絵都）
- ぼくらのエコー（作詞 荒井良二）
- 変わっただけだよ ヘンじゃない（作詞 宮藤官九郎）
- そのときぼくがそばにいる（作詞 山本瓔子）
- 生きてる地球（作詞 金澤智恵子）
- もういちどの星（作詞 里乃塚玲央）
- くじらが空を泳ぐ（作詞 渡瀬昌治）
- 歓迎の歌（入学式）（作詞 渡瀬昌治）
- 虹色の花
- How wonderful living together!（生きてるってすばらしい）（作詞 山村もも）
- 地球に乾杯！（作詞 山村もも）
- 花咲く時をこえて（作詞 山本瓔子）
- 自分探しの旅
- 地球は歌うよ（作詞 みなづきみのり）

少年少女のための合唱組曲『のびる』（作詞 大田倭子）
- 木いちご
- のびる
- 蝶

まど・みちおの詩による女声と子どものための合唱組曲『うたを うたうとき』（作詞 まど・みちお）
- あさやけ ゆうやけ
- 木
- あしよリズムで
- うたをうたうとき
- どうしてだろうと
- おおきい木

少年少女のための合唱組曲『地球のかぞく』
- でんでんむし（作詞 大田倭子）
- もぐらのヒミツ（作詞 石原一輝）
- らくだの舟（作詞 大田倭子）
- ライオンのしっぽ（作詞 大田倭子）
- 赤とんぼ（作詞 大田倭子）
- 地球のかぞく（作詞 石原一輝）

女声合唱
- 歌を探そう（作詞 みなづきみのり）
- 私はなぜ？（作詞 みなづきみのり）
- 桜の院（作者不詳『伊勢物語』より）
- その時に祈る（作詞 山本瓔子）
- 鳥 魚（作詞 宗左近）
- 天使の時（作詞 宗左近）
- 虹の輪の花（作詞 宗左近）
- 永遠まで半分のところ（作詞 宗左近）
- 螢 螢 螢（作詞 宗左近）

無伴奏女声合唱のための『初恋』（作詞 島崎藤村）
- 初恋
- 春の曲

女声合唱とピアノのための『花束をあなたに』（作詞 金沢智恵子）
- 菜の花
- 秋桜（コスモス）
- 南の島の花たち
- あなたはわたし
- 花束にして

女声合唱とピアノのための『花の詩』（作詞 金沢智恵子）
- さくら
- 向日葵
- 彼岸花
- すすき
- 萩

女声合唱組曲『ねこに こばん』（作詞 まど・みちお）
- 春の風
- さくらの はなびら
- ねこに こばん
- ケヤキ
- ぼくが ここに

女声合唱とピアノのための『この世でいちばんやさしい歌』（作詞 新川和江）
- 歌
- 雨あがり
- 二月の雪
- いっしょけんめい
- けれども大地は…

## 著書・メディア
- [DVD]大田桜子・八木澤教司 授業で役立つ新曲と指導[5]